# Захисний пласт
Захисний пласт (рос. защитный пласт, англ. protective overlap, нім. Schutzflöz n) — один зі світи зближених газоносних вугільних пластів (пропластків), виймання якого проводиться з випередженням по відношенню до інших (небезпечних за раптовими викидами вугілля і газу або гірничими ударами) для запобігання на них газодинамічим явищам.
Захисна дія виймання основана на частковому розвантаженні масиву, що прилягає до З.п.
Випереджальна виїмка 3.п., який залягає в покрівлі підзахисного пласта, називається захисною надробкою, а на ґрунті — захисною підробкою.
Випередження очисного вибою З.п. по відношенню до захисних вибоїв становить не менше 20 м.